# Camille Roy
Camille Roy (* 22. Oktober 1870 in Berthier-sur-Mer, Provinz Québec; † 24. Juni 1943) war ein frankophoner kanadischer Geistlicher, Romanist und Literaturwissenschaftler.

## Leben und Werk
Roy wurde 1894 zum katholischen Priester geweiht und studierte Literaturwissenschaft in Paris. Er wurde zum Pionier der  frankokanadischen Literaturgeschichte. Zwischen 1924 und 1943 war Monseigneur Roy  mehrfach Rektor der Universität Laval.
Roy war Ehrendoktor der University of Toronto (1927) und Ritter der Ehrenlegion. 1929 erhielt er die Lorne Pierce Medal für Literatur der Royal Society of Canada.

## Werke (Romanistik)
- Tableau de l'histoire de la littérature canadienne-française, Québec 1907
- Essais sur la littérature canadienne, Québec 1907, Montréal 1913, 1925 (Auszug u. d. T. Poètes de chez nous, Montreal 1934; Historiens de chez nous, Montreal 1935; Romanciers de chez nous, Montreal 1935)
- Nos origines littéraires, Québec 1909
- L'Abbé Henri Raymond Casgrain. La formation de son esprit, l'historien, le poéte et le critique littéraire, Montréal 1913, 1925
- Nouveaux essais sur la littérature canadienne,  Québec 1914 (Auszug u. d. T. Poètes de chez nous, Montreal 1934; Historiens de chez nous, Montreal 1935; Romanciers de chez nous, Montreal 1935)
- Érables en fleurs. Pages de critique littéraire, Québec 1923
- Manuel d'histoire de la littérature canadienne-française (später u. d. T. Manuel d'histoire de la littérature canadienne de langue française), Québec 1918, 21. Auflage Montréal 1959, 1962 (5. Auflage 1930 u. d. T. Histoire de la littérature canadienne)
- À l'ombre des érables. Hommes et livres, Québec 1924
- Études et croquis, Montreal 1928
- Regards sur les lettres, Québec 1931
- (Hrsg.) Morceaux choisis d'auteurs canadiens, Montreal 1934, 1938